# Sanremofestival.59
Sanremofestival.59 è stata una manifestazione canora che si è svolta online dal 14 gennaio al 19 febbraio 2009 collegata alla cinquantanovesima edizione del Festival di Sanremo.

## Regolamento
Partecipano novanta interpreti o gruppi musicali aventi età compresa tra i 18 ed i 36 anni e in possesso di contratto in vigore con un'etichetta discografica, che hanno presentato un video relativo a un brano musicale inedito da loro eseguito dal vivo.
I vari filmati sono stati resi disponibili sul web dal 14 gennaio 2009 e sottoposti a votazione tramite televoto a partire dal 19 gennaio successivo.
In base alle preferenze ricevute, tramite scremature con cadenza settimanale, il numero dei pezzi è stato ridotto da 90 a 50, in seguito a 31 (avrebbero dovuto essere 30, ma si è verificato un ex aequo) e infine a 10.
Le canzoni finaliste sono state votate fino al 19 febbraio 2009.
La vincitrice Ania si è esibita durante la serata finale del Festival di Sanremo il 21 febbraio 2009.

## Brani ed interpreti finalisti
- Buongiorno gente - Ania (Vincitrice)

- Provo a resistere - 5005
- D'amore lontano - Manuel Auteri
- Senti che mondo - B-Mora
- Quando non è amore - Marida Celestino
- Prima di tradirmi - Le Fard
- Principe - Malamonroe
- Evoluzione genetica - Miodio
- Sto quasi bene - Studio 3
- Abbracciami - Gaetano Zampetti

## Brani ed interpreti eliminati dopo la semifinale
- Fai così - Riccardo Ancillotti
- L'orgoglio del creato - Luca Butera
- Canzoni a lunga conservazione - Andrea Cassese Quartet
- Lacrima in un oceano - Dajana
- Come una goccia - Alessandra D'Angelo
- Resterò così - Alessandra Doria
- Sul filo - Giancarlo Ingrassia
- Sperando che - Kimel
- Dimenticami - Ylenia Lucisano
- Sogni e caffè - Monrau
- Nella tua mente - Nena (gruppo musicale)
- Tu incantevole - Enrico Nigiotti
- Giovani giusti - Passogigante
- Sentire - Dani Silk
- 30 febbraio - Pierpaolo Silvestri
- Volare via - Silvia
- Senza orizzonte - Tanya
- Piccola come sei - Triacorda
- Penelope - Wide
- Sono qui - Barbara Zappamiglio
- La libertà (Dentro ai tuoi occhi, nelle braccia e nel cuore) - Giulia Zetti

## Brani ed interpreti eliminati dopo la seconda fase
- Amore a più non posso - Ironique
- Nei tuoi passi - Logo (gruppo musicale)
- Consapevole - L'Or
- Per un attimo - Chiara Luppi
- Come un gatto - Motovario
- Gli artisti mangiano albicocche - Nicco Verrienti
- Francesca - Nico
- Tre secondi di normalità - Palconudo
- Vita nuova (La danza nel buio) - Pensierozero
- Stile anni 60 - Jacopo Ratini
- Ciao cara - Rino de Maria
- Dove si toccan terra e nuvole - Romeus
- Non sei tu - Rumorerosa
- Dall'acqua e la polvere - Sally (cantante)
- Fragile - Fabio Savarese
- Sarebbe bello - Secondavera
- Ricominciare da capo - Strano Effetto Click
- Respirando il mare - The Sunny Boys
- Un sogno per me - Windstorm

## Brani ed interpreti eliminati dopo la prima fase
- La meccanica di Lagrange - Alibia
- Un altro inizio - Anthony Laszlo
- L'unica mia fede - Simone Bacchini
- Fotografia in posa - Giacomo Barbieri
- 28 anni - Alessandro Bardani
- Ancora noi - Nicoletta Barra
- Mi hai perso - Beppe Stanco
- Certezze d'asfalto - Jacopo Bettinotti
- Amore universale - Roberto Casalino
- Aspettami al falò - Chiazzetta
- Ho ucciso Caino - Emanuele Dabbono
- Sfere di cristallo - Ranieri Di Biagio
- Disincanto - Diamante
- Astinenza - Dny'l (Daniela Ciampitti)
- L'eroe - Andrea Facco
- Il motore ad acqua - Gruppo Elettrogeno
- Non ti sento - Her
- Déjà vu - I Cosi
- Susan - Ivan
- Dimmelo - Kama
- Salice - Karnea
- Un mondo digitale - Marco Rò
- Lei - Antonio Marino
- Uccidimi - Naïf Hérin
- Donna a metà - Nadia Natali
- Su di me - Orfen
- Mi hai incasinato la vita - Red
- Meglio di così - Sabu e La Vigilia
- Amarsi un po' - Marco Santilli
- Non sei quella che vorrei - Scotch Ale
- La canzone di Sid - Davide Scudieri
- Sarò con te - Giacomo Serafini
- Da oggi in poi - Carmen Serra
- Scritto sulla pelle - SM58
- Mettimi alla prova - Spazi Vitali
- Il piede - Svytols
- Segreti sogni - Sync
- Diverso - The Clockmakers
- Tardi - Ultima
- Una volta ancora - 4 Sound